# Drânceni
Drânceni est une commune roumaine située dans le județ de Vaslui.